# Медаль «В память 1 октября 1938 года»
Медаль «В память 1 октября 1938 года» (нем. Die Medaille zur Erinnerung an den 1. Oktober 1938) — медаль Третьего рейха в честь присоединения Судетской области к Германии. Позже медалью награждались лица, участвовавшие в создании Протектората Богемии и Моравии.

## Дизайн
Медаль штамповалась из бронзы и носилась на чёрно-красно-чёрной ленте. Диаметр 32 мм.
Изображение лицевой стороны медали аналогично изображению на медали «В память 13 марта 1938 года» и медали «В память 22 марта 1939 года». На ней изображены две человеческие фигуры, одна из которых помогает другой подняться на своеобразный пьедестал, представляющий собой распростёртые крылья орла, сжимающего в когтях свастику.
На обратной стороне по центру размещена надпись «1. Oktober 1938» и по кругу — «нем. Ein Volk, Ein Reich, Ein Führer» (один народ, одно государство, один вождь). Дизайнер медали — профессор Рихард Клейн. 1 мая 1939 года была учреждена планка для тех, кто ранее был награждён медалью за присоединение Судетской области и принимал участие в создании Протектората Богемии и Моравии. На планке был изображён Пражский замок. Всего было вручено 134 563 планки.

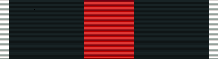
лента медали

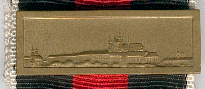
планка к медали